# East Wellow
East Wellow – wieś w Anglii, w hrabstwie Hampshire, w dystrykcie Test Valley, w civil parish Wellow. Leży 15 km od miasta Southampton. W 1931 roku civil parish liczyła 493 mieszkańców. East Wellow jest wspomniana w Domesday Book (1086) jako Weleue.